# Улица Полякова
У́лица Поляко́ва — улица в историческом районе Селение в центральной части Астрахани. Начинается от улицы Куйбышева и идёт с запада на восток параллельно улицам Анри Барбюса и Юрия Селенского. Пересекает улицы Чехова, Московскую и Марии Максаковой, Покровскую площадь, улицу Савушкина и заканчивается у улицы Татищева.
Улица застроена как малоэтажными зданиями дореволюционного периода, так и советскими и постсоветскими многоэтажками.

## История
До 1920 года улица называлась 2-м Поперечно-Волжским переулком или 2-й Поперечно-Волжской улицей, затем была переименована в Самарскую. Это название сохранялось до 1936 года, когда она была переименована вновь и получила название Коммунальная. В 1957 улица получила своё современное название в честь Григория Ивановича Полякова, участника Гражданской войны в Астраханском крае.

## Застройка
- дом 6/76 — Жилой дом Мочалова с лавками (вторая половина XIX в.)
- дом 14/3/8 — Дом городского общества попечительства слепых (начало XX в.)
- дом 19 — Городская поликлиника № 5

## Транспорт
Движения общественного транспорта по улице нет, ближайшие остановки автобусов и маршрутных такси расположены на поперечной улице Савушкина.